# 1249 هـ
1249 هـ هي سنة في التقويم الهجري امتدت مقابلةً في التقويم الميلادي بين سنتي 1833 و1834.

## أحداث
- 30 ذوالحجة مقتل الأمام تركي بن عبد الله على يد مشاري بن عبد الرحمن بن مشاري بن سعود الذي استولى على السلطة.

## مواليد
- ولادة الأمام الرابع للدولة السعودية الثانية الأمام سعود بن فيصل بن تركي.
- أبو القاسم اللاهوري
- فرنندث فرنشكو إي جونثالث
- محمد يعقوب النانوتوي
- هارون بن عبد الرازق
- يوسف الدبس

## وفيات
- الأمير علي بن مجثل أمير وحاكم عسير
- الأمام تركي بن عبد الله بن محمد بن سعود مؤسس الدولة السعودية الثانية.
- أبو القاسم الزياني، وزير ومؤرخ الدولة العلوية